# Yuki Okaniwa
Yuki Okaniwa (岡庭 裕貴 Okaniwa Yuki?), född 3 januari 1995 i Tokyo prefektur, är en japansk fotbollsspelare.
Okaniwa började sin karriär 2017 i Thespakusatsu Gunma. Han spelade 51 ligamatcher för klubben.